# Challenger de Todi 2021
El torneo Internazionali di Tennis Città di Todi 2021 fue un torneo profesional de tenis. Perteneció al ATP Challenger Series 2021. Se disputó en su 15.ª edición sobre superficie tierra batida, en Todi, Italia entre el 12 y el 18 de julio de 2021.

## Jugadores participantes del cuadro de individuales
| Favorito | País                  | Jugador                 | Rank1 | Posición en el torneo |
| -------- | --------------------- | ----------------------- | ----- | --------------------- |
| 1        | Bandera de Italia     | Federico Gaio           | 145   | FINAL                 |
| 2        | Bandera de España     | Mario Vilella Martínez  | 179   | CAMPEÓN               |
| 3        | Bandera de Kazajistán | Dmitry Popko            | 187   | Segunda ronda         |
| 4        | Bandera de Argentina  | Tomás Martín Etcheverry | 192   | Semifinales           |
| 5        | Bandera de Argentina  | Renzo Olivo             | 193   | Primera ronda         |
| 6        | Bandera de Argentina  | Andrea Collarini        | 206   | Segunda ronda         |
| 7        | Bandera de Italia     | Gian Marco Moroni       | 218   | Primera ronda         |
| 8        | Bandera de Italia     | Lorenzo Giustino        | 228   | Primera ronda         |

- 1 Se ha tomado en cuenta el ranking del 28 de junio de 2021.

### Otros participantes
Los siguientes jugadores recibieron una invitación (wild card), por lo tanto ingresan directamente al cuadro principal (WC):
- Flavio Cobolli
- Francesco Forti
- Francesco Passaro

Los siguientes jugadores ingresan al cuadro principal tras disputar el cuadro clasificatorio (Q):
- Matteo Arnaldi
- Arthur Cazaux
- Giovanni Fonio
- Matheus Pucinelli de Almeida

## Campeones

### Individual Masculino
- Mario Vilella Martínez contra  Federico Gaio, 7–6(3), 1–6, 6–3

### Dobles Masculino
- Francesco Forti /  Giulio Zeppieri contra  Facundo Díaz Acosta /  Alexander Merino, 6–3, 6–2